# Micropsectra lacustris
Micropsectra lacustris är en tvåvingeart som beskrevs av Sawedal 1975. Micropsectra lacustris ingår i släktet Micropsectra och familjen fjädermyggor. Arten är reproducerande i Sverige. Inga underarter finns listade i Catalogue of Life.